# GNOME Commander
GNOME Commander est un gestionnaire graphique (2D) de fichiers pour GNOME. Il est bâti avec le toolkit GTK+ et GnomeVFS. GNOME Commander répond à la demande des utilisateurs qui portent une attention particulière à leur gestion de fichiers aux travers de commandes simples et visuelles.
C'est un logiciel libre distribué selon les termes de la licence GNU GPL.

## Fonctionnalités
(septembre 2012).
- Gnome types MIME .
- Supporte le protocole FTP.
- Accès SAMBA.
- Menu contextuel (clic droit).
- Menus utilisateur personnalisables.
- Boutons d'accès direct aux périphériques avec montage et démontage automatiques.
- Historique de consultation.
- Utilisation de signets.
- Support des Plugin.
- Programmation en Python.
- Aperçu des fichiers texte ou image.
- Support des métadonnées de type Exif, IPTC, ID3, OLE2 et ODF.
- Outils avancés pour renommage, recherche, lien symbolique, comparaison de dossiers.
- Raccourci claviers configurables
- Interface en ligne de commande intégrée.
- Support pour plus de 30 langues.

## Interface
L'interface graphique est basée sur Norton Commander. Il reprend donc l'idée de manipulation d'un fichier d'une fenêtre active à une autre inactive. Ceci bien sûr dans un même dossier ou dans des dossiers différents. La commande au clavier est intégrale et donc très rapide mais l'utilisation de la souris est maintenant incluse ainsi que les combinaisons clavier-souris (ex : shift+clic, clic droit...)

## Plateformes
GNOME Commander est développé pour les systèmes GNU/Linux.